# Eagles of the Republic
Eagles of the Republic è un film del 2025 scritto e diretto da Tarik Saleh, con protagonista Fares Fares. Ha concorso al 78º Festival di Cannes.

## Trama
Caduto in disgrazia, George Fahmy, il più popolare divo del cinema egiziano, si vede costretto ad accettare di recitare in un film di propaganda del regime di al-Sisi.

## Produzione
Ha avuto un budget pari a 9 milioni di euro, rendendolo uno dei film in arabo più costosi di sempre. Così come i precedenti Omicidio al Cairo e La cospirazione del Cairo, è stato girato in Turchia, essendo interdetto l'accesso in Egitto al regista Tarik Saleh dal 2015: le riprese si sono tenute ad Istanbul nel 2024. La post produzione si è svolta a Göteborg, in Svezia.

## Distribuzione
Il film è stato presentato in anteprima il 19 maggio 2025 al 78º Festival di Cannes. Sarà distribuito nelle sale cinematografiche svedesi dalla Svensk Filmindustri a partire dal 19 settembre 2025

## Critica
In Italia, il film ha ricevuto un'accoglienza critica generalmente positiva. Il critico cinematografico Aldo Spiniello su Sentieri Selvaggi scrive che "il suo intento di denuncia, 'interventista, nei confronti della corruzione, della violenza e della propaganda di un regime autoritario, è netto, senza timori di sorta", mentre Giancarlo Zappoli su Mymovies commenta che "un regista di origini egiziane ma nato in Svezia ci racconta con coraggio e con conoscenza dei generi l'Egitto di oggi".

## Riconoscimenti
- 2025 – Festival di Cannes[4]
  - In concorso per la Palma d'oro